# Notocosa bellicosa
Notocosa bellicosa (Goyen, 1888) è un ragno appartenente alla famiglia Lycosidae.
È l'unica specie nota del genere Notocosa.

## Distribuzione
L'unica specie oggi nota di questo genere è stata rinvenuta in Nuova Zelanda.

## Tassonomia
Le caratteristiche di questo genere sono state descritte dall'analisi degli esemplari tipo Pardosa bellicosa Goyen, 1888.
Dal 2010 non sono stati esaminati altri esemplari, né sono state descritte sottospecie al 2017.